# Gotha (stad)
Gotha is een stad in de Duitse deelstaat Thüringen, gelegen in de gelijknamige Landkreis. De stad telt 45.273 inwoners.
Gotha wordt gedomineerd door het barokslot Friedenstein. Het was als residentiestad de rivaal van Weimar (beide waren hoofdstad van een Ernestijns hertogdom) en was een bolwerk van natuurwetenschappen. Het Duitse verzekeringswezen heeft zijn wieg in de stad. Gotha is ook bekend als uitgeversstad en als industriestad (machinebouw). Een bekende kerk in de stad is de Margarethakerk.

## Geschiedenis
De stad werd voor het eerst als Gothaha genoemd in een oorkonde van Karel de Grote uit het jaar 775. In 1640 werd Gotha residentie van het hertogdom Saksen-Gotha, in 1680 van Saksen-Gotha-Altenburg en in 1826 van Saksen-Coburg en Gotha. In 1920 ging Gotha, zonder de beide andere, over naar de deelstaat Thüringen. Van 1949 tot 1990 maakte Gotha deel uit van de communistische DDR (Oost-Duitsland).

## Bedrijfsleven
In Gotha was van 1785 tot 2010 Uitgeverij Justus Perthes actief, die zich richtte op cartografische uitgaven als de "Stielers Handatlas" en die ook de gezaghebbende Almanach de Gotha uitgaf.
In 1820 richtte de koopman Ernst-Wilhelm Arnoldi in Gotha de Feuerversicherungsbank des Deutschen Handelsstandes op en legde daarmee de basis voor het Duitse verzekeringswezen. Het bedrijf, tegenwoordig bekend als Die Gothaer, week na de Tweede Wereldoorlog uit naar het westen en is thans gevestigd in Keulen.
De geschiedenis van een derde bekend bedrijf uit Gotha, de Gothaer Waggonfabrik, gaat terug tot 1883. De fabriek produceert tram- en treinwagons, maar maakte tijdens de Tweede Wereldoorlog vliegtuigen voor de Luftwaffe.

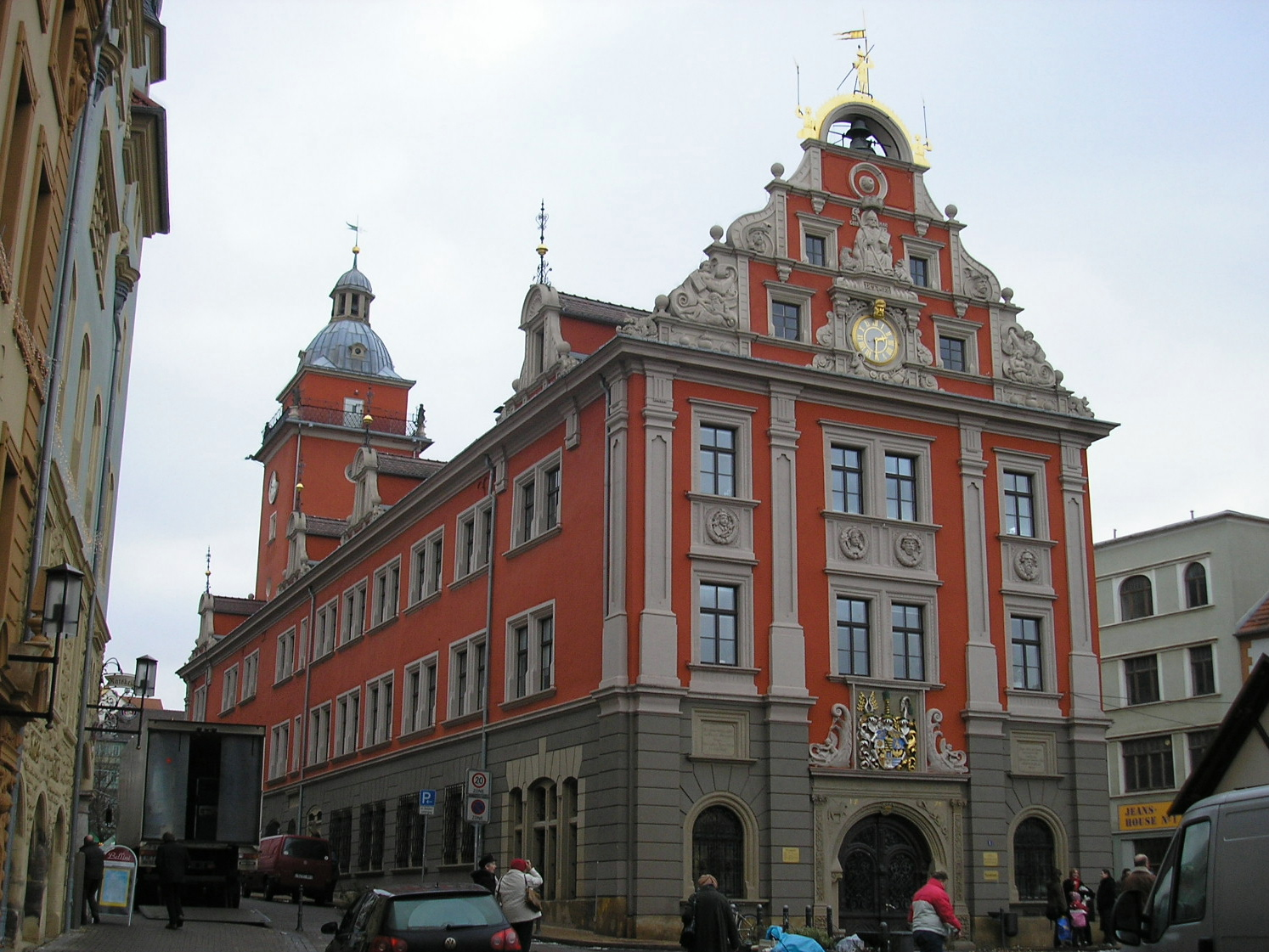
Het raadhuis van Gotha

## Bestuurlijke indeling
Gotha is onderverdeeld in zeven stadsdelen. Daarvan hebben er vier de status van Ortsteil met een eigen plaatselijk bestuur: Boilstädt, Uelleben, Siebleben en Sundhausen. Boilstädt en Uelleben werden in 1994 bij Gotha gevoegd, Sundhausen in 1974 en Siebleben al in 1922.

## Verkeer
Gotha ligt halverwege Eisenach en Erfurt aan de historische Via Regia. De Bundesstraße 7 volgt de route van de oude handelsweg. De Bundesautobahn 4 loopt zuidelijk langs de stad, eveneens in oost-westrichting.
Gotha heeft sinds 1847 een treinstation: in dat jaar bracht de Thüringische Eisenbahn-Gesellschaft een aansluiting op de Thüringer Bahn tot stand. In 1870 volgde de verbinding met Leinefelde en in 1876 die met Ohrdruf.
Sinds 1894 rijden er in Gotha trams. Het openbaar vervoer in de stad wordt verzorgd door de Thüringerwaldbahn und Straßenbahn Gotha GmbH (TWSB). Lijn 4 is de Thüringerwaldbahn, een 27 km lange interlokale tramlijn naar Tabarz in het Thüringer Woud.

## Media
In Gotha verschijnen plaatselijke edities van de Thüringische Landeszeitung (Weimar) en de Thüringer Allgemeine (Erfurt). Beide kranten behoren tot de Zeitungsgruppe Thüringen.

## Partnersteden
Gotha heeft de volgende partnersteden:
- Romilly-sur-Seine (Frankrijk), sinds 1960
- Salzgitter (Duitsland), sinds 1988
- Gastonia (North Carolina, Verenigde Staten), sinds 1993
- Kielce (Polen), sinds 1997
- Martin (Slowakije), sinds 1997

## Geboren in Gotha
- Johann Friedrich Blumenbach (1752-1840), anatoom en antropoloog
- Emilie von Berlepsch (1755-1830), schrijfster
- Hannah Höch (1889-1978), kunstenares, maakte schilderijen en collages
- Johan Leopold van Saksen-Coburg en Gotha (1906-1972), lid Duitse adel
- Sybilla van Saksen-Coburg en Gotha (1908-1972), lid van het Zweedse koninklijk huis, moeder van koning Karel XVI Gustaaf
- Liane Bahler (1982-2007), wielrenster

## Trivia
- In 2013 vond hier de Europeade plaats